# Sorbus subulata
Sorbus subulata är en rosväxtart som först beskrevs av António José Rodrigo Vidal, och fick sitt nu gällande namn av N.T. Kh'ep och G.P. Yakovlev. Sorbus subulata ingår i släktet oxlar, och familjen rosväxter. Inga underarter finns listade i Catalogue of Life.